# Надвид
Надвид (superspecies) — монофілетична група близькоспоріднених і значною мірою, або ж повністю, перипатричних видів. Інакше кажучи, це деякі алопатричні популяції, які сильно відрізняються одна від одної, а також мають морфологічну подібність.
Цей термін був вперше введений у 1929 році.